# Sankt Hans Sogn (Odense)
 For alternative betydninger, se Sankt Hans Sogn. (Se også artikler, som begynder med Sankt Hans Sogn)
Sankt Hans Sogn er et sogn i Odense Sankt Knuds Provsti (Fyens Stift).
Sankt Hans Sogn lå i Odense Købstad. Den hørte geografisk til Odense Herred i Odense Amt og blev ved kommunalreformen i 1970 kernen i Odense Kommune.
I Sankt Hans Sogn ligger Sankt Hans Kirke, hvor blandt andet H.C. Andersens dåb blev bekræftet i april 1805.
Sankt Hans Sogn bidrog til udskillelsen af Hans Tausens Sogn i 1943.